# Серёжкин, Алексей Михайлович
Алексей Михайлович Серёжкин (8 апреля 1938; Россия, Копейск, Челябинская область, РСФСР — 20 апреля 1996; Вологда) — советский актёр театра и кино, общественный деятель. Заслуженный артист РСФСР.

## Биография
Родился 8 апреля 1938 года в Копейске Челябинской области.
В 1961 году Серёжкин окончил театральное училище имени М. С. Щепкина и уже в 1961 по 1963 годы играл на сцене Архангельского драматического театра. Позже работал в Симферопольском и Челябинском театрах. С 1968 по 1989 год — на сцене Вологодского драматического театра.
22 ноября 1974 года Серёжкину было присвоено почётное звание «Заслуженный артист РСФСР».
В 1989 году переехал в Смоленск и играл на сцене Смоленского драматического театра.
Ушёл из жизни 20 апреля 1996 года в Вологде в возрасте 58-и лет. Похоронен на Селифоновском кладбище под городом Смоленском.
8 апреля 2015 года на могиле Серёжкина был установлен памятный знак некрополистами.

## Актёрские работы

### Театр (Среди наиболее видных его работ)
- Председатель («Над светлой водой» В. Белова)
- Солдат («Бессмертный Кощей» В. Белова)
- Огородников («У моря» В. Розова)
- Степан («Последний срок» В. Распутина)
- Василий («Любовь и голуби» В. Гуркина)
- Аластер («Миллионерша» Б. Шоу)

### Фильмография (Также снялся в эпизодических ролях в фильмах)
- «Солдатское сердце» (1959)
- «Прыжок на заре» (1961)
- «Мир входящему» (1961)

## Звания и награды
- Заслуженный артист РСФСР (22.11.1974)

## Издательство
- Замостьянов А. А. Отечественная массовая культура XX века. — ООО ДиректМедиа, 2020-02-07. — 621 с. —  ISBN 978-5-4499-0084-5.[11]
- ХУДОЖЕСТВЕННАЯ ЖИЗНЬ. Разговор за «круглым столом» // Театр. — 1983. — № 6. — С.103-105.[12]
- Сережкин Алексей Михайлович // Культура Вологды: История. Лица. События.- Вологда, [Б. г.].- С. 5-6: портр.; Вологодская энциклопедия. — Вологда, 2006. — С.426.[13]
- Г. В. Судаков. Вологодская энциклопедия — информация[14]